# Luis Enrique Peñalver
Luis Enrique Peñalver Pereira (Toledo, España, 10 de febrero de 1996) es un jugador español de bádminton que compite en la categoría individual masculina, siendo uno de los mejores jugadores españoles del ranking mundial de la BWF. Formó parte de la selección española que ganó la medalla de oro en el Campeonato Europeo Junior de 2015 en el evento mixto por equipo. En el año 2017, consiguió su primer título senior individual.

## Finales disputadas

### Torneos internacionales

#### Victorias (5)
Leyenda
     Juegos Olímpicos
     Campeonato Mundial
     Campeonato Europeo
     Finales World Tour
     Super 1000
     Super 750
     Super 500
     Super 300
     Super 100
     Torneo Internacional Series
     Torneo de otra categoría
| Año  | Torneo                 | Rival           | Resultado          |
| ---- | ---------------------- | --------------- | ------------------ |
| 2022 | Maldives International | Misha Zilberman | 21–7, 11–21, 21–18 |
| 2021 | Mexican International  | Luis Montoya    | 21–10, 21–12       |
| 2019 | Abierto de Turquía     | Brian Yang      | 21-19, 21-19       |
| 2018 | Welsh International    | Alex Lane       | 21-19, 22-20       |
| 2017 | Romanian International | Pierrick Cajot  | 21-15, 21-17       |